# التنميط الحيواني للفلسطينيين في الخطاب الإسرائيلي
تتناول هذه المقالة المصطلحات التي تُستخدم في الروايات الإسرائيلية التي تصنف الفلسطينيين بشكل حيواني [الإنجليزية] أو أنواع مختلفة من الأنواع غير البشرية، في مقابل المصطلحات المهينة شائعة الاستخدام مثل "زنوج (الرمل)،" "المتوحشون" أو "الهنود الحمر"، والتي تشير ببساطة إلى الدونية العنصرية. إن التجريد المتبادل من الإنسانية أمر شائع بين اليهود والفلسطينيين في الصراع الإسرائيلي الفلسطيني. تحدث الفلسطينيون عن اليهود باعتبارهم خنازير وكلابًا ومصاصي دماء، بينما تحدث الإسرائيليون عن الفلسطينيين كحيوانات متوحشة و/أو مخلوقات بغيضة، ومرة واحدة على الأقل، في إشارة إلى سكان غزة المحتجين، باعتبارهم مجرد ذخيرة سلاح لقادتهم "أكلة لحوم البشر". في بعض الأحيان، يمكن أن يشكل هذا التجريد من الإنسانية والإذلال والقمع المنهجي للشعوب الأخرى، وهو سمة من سمات معظم الصراعات، مقدمة للإبادة الجماعية.
الاستعارة المتكررة، تعود إلى تصريح رئيس الوزراء السابق إيهود باراك في عام 1996 والذي صور إسرائيل "طليعة الثقافة ضد الهمجية" باعتبارها "فيلا في الغابة" المزدهرة، تشير ضمنًا إلى أن أولئك الذين هم خارج إسرائيل (خارج أراضي الفيلا) عبارة عن وحوش برية. وصرح جلعاد شارون، نجل آرئيل شارون، أن الهدف من عملية عمود السحاب في نوفمبر 2012 كانت "صرخة تشبه صرخة طرزان تتيح للغابة بأكملها أن تعرف بعبارات لا لبس فيها من انتصر ومن هزم فقط". وفقًا لنفيه جوردون [الإنجليزية]، الذي تحدث عن التصريحات التي أدلى بها خلال الحرب الأخيرة، فإن الصراعات العسكرية الإسرائيلية مع الفلسطينيين كثيرًا ما تُأطر من حيث الصراع بين الجنود الإسرائيليين المتحضرين الذين يخدمون في الجيش الإسرائيلي. الجيش الأكثر أخلاقية على وجه الأرض وخصومهم، الفلسطينيون، الذين يُنظر إليهم على أنهم "حيوانات بشرية [الإنجليزية]" غير قادرة على فهم قواعد الحرب.
وبمساعدة التشبيهات، كثيرًا ما تشبه حروب إسرائيل بالمعارك مع كائن معادٍ، واستخدمت على وجه الخصوص مثل هذه التشبيهات بشكل متكرر خلال صراع إسرائيل مع سكان غزة، الذين صوروا بشكل مختلف على أنهم "نمل" أو "أسماك" أو "بط". والجنود الذين تحدثوا عن العمليات العسكرية التي نفذوها في قطاع غزة، شبّهوها في كثير من الأحيان بحرق النمل بعدسة مكبرة، أو شبّهوها بإطلاق النار على برميل مملوء بالأسماك. وأُطلق على غزة اسم "عش الدبابير" (بقلم موشيه ديان ) تمامًا كما سُمي مخيم عين الحلوة للاجئين الفلسطينيين في لبنان.

## خلفية
على الرغم من أن اليهود، مثل عدد من الأقليات الدينية الأخرى، بما في ذلك المسيحيين، مُنحوا وضعًا محميًا (أهل الذمة) في المجتمعات الإسلامية، إلا أن استخدام الصور النمطية المسيئة لم يكن أمرًا غير شائع، وطورت هذه الأقليات اليهودية والمسيحية وغيرها من الأقليات جدلاً واستخدمتها للحط من قدر أعضاء المجتمعات ذات الأغلبية المسلمة من خلال مواجهة التشهير بهم بتنميط سلبي مماثل. في بعض الأحيان، قام كتاب مستشرقون عن فلسطين بتشبيه الفلسطينيين بالحيوانات. على سبيل المثال، كتب إرميتي بيروتي [الألمانية] "أن فكرة أن الحيوانات الأليفة في فلسطين أكثر ذكاءً من الناس ليست بعيدة عن الحقيقة".

## تشبيهات الحيوانات حسب الأنواع
استخدمت كلمة "حيوان" دون أي تمييز تصنيفي محدد للإساءة إلى الفلسطينيين، وهو استخدام يمتد إلى القادة اليهود البارزين. مصطلح "دون الإنسان" وإنكار أن العرب بشر يتكرر بانتظام. في أعقاب حرب 1967، كشف روبن ماكسويل هيسلوب [الإنجليزية]، في محادثات مع السفير الإسرائيلي السابق في بورما ديفيد هكوهين [الإنجليزية]، أنه اعترض على شدة أوصاف هاكوهين للعرب، وشبه فحوى هذه الأوصاف بما يلي: كتب يوليوس شترايخر عن اليهود، فأجاب هكوهين: "لكنهم ليسوا بشرا، ليسوا بشرا، إنهم عرب". في بعض الأحيان، يمكن للمشهرين أن يعترفوا بأنهم بشر: يوناتان نتنياهو اعتبرهم رجال الكهوف في حين أن عضو البرلمان عن الليكود أورن حزان يعترف بأن الفلسطينيين بشر، ولكن فقط بقدر ما هم مأفونون. في الشهر الأول من الحرب الفلسطينية الإسرائيلية في عام 2023، أعرب دان غيلرمان [الإنجليزية]، السفير الإسرائيلي لدى الأمم المتحدة (2003-2008)، عن حيرته إزاء التعاطف العالمي مع الفلسطينيين، قائلاً لقناة سكاي نيوز إنهم "حيوانات بشرية".
في وقت مبكر من عام 1985، وجد تحليل أدير كوهين لمحتوى 520 كتاب أطفال إسرائيلي (وجه قبيح في المرآة: الصور النمطية الوطنية في أدب الأطفال العبري) أن 86 عملاً يصور الفلسطينيين على أنهم "غير إنسانيين، ومحبي الحرب، ووحوش ماكرة، وكلاب متعطشة للدماء، وذئاب مفترسة، أو الأفاعي". وبعد عشرين عامًا، في عام 2005، وجدت دراسة أخرى أجراها دانييل بار تال [الإنجليزية] ويونا تيشمان أن 10% من الرسومات في عينة من الأطفال الذين طلب منهم رسم شخصية عربية نموذجية صوروهم كحيوانات. كما وجدوا أدلة واسعة النطاق على أن الأطفال الإسرائيليين، عندما سُئلوا عن العرب، تحدثوا عنهم أنهم خنازير وحيوانات أخرى (وكذلك "البرابرة" و"النازيين" والقتلة).
وفي مقابلة مع القناة الثانية، استخدمت المستوطنة إليشيفا فيدرمان، زوجة المتطرف نوعام فيدرمان، هذا الوصف في تمهيد أسبابها لإعطاء الفلسطينيين خيارًا، إما المغادرة أو القتل. وفقًا لنعوم تشومسكي، فإن السمة الرئيسية للاحتلال هي نمط إذلال العربوشيم (مصطلح تحقير للعرب مشابه لـ "زنجي" أو "كيكي [الإنجليزية]") يتضح من خلال ممارسة واسعة النطاق بين حرس الحدود والشرطة والجنود عند نقاط التفتيش تتمثل في إجبار الفلسطينيين الذين يُختاروا عشوائيًا لإذلالهم، حسب أوامر الجنود، بشكل غير إنساني، مثل الحيوانات.
وفقًا حنان عشراوي، الباحثة والدبلوماسية الفلسطينية، بينما كانت جزءًا من احتجاج سلمي خارج جامعة بيرزيت، عندما كانت تحاضر، صرخ قناص إسرائيلي أطلق النار مرتين في محاولة لاغتيالها، قائلاً "أنتم أيها العرب كلكم حيوانات". الحاخام الإسرائيلي الأرثوذكسي والسياسي إيلي بن دهان، الذي عُين لاحقًا نائبًا لوزير الدفاع في حكومة نتنياهو الائتلافية الجديدة في عام 2015، أكد وجهة نظره في مقابلة إذاعية في عام 2013 مفادها أن الفلسطينيين "ليسوا" بشر... بالنسبة لي، هم مثل الحيوانات." نفس الرأي عبر عنه الحاخام ديفيد باتزري في احتجاجه على مدرسة يهودية عربية مختلطة في القدس، وقال إن الفلسطينيين هم "البهائم والحمير"، و"حثالة الأفاعي".

### الوحوش
بالنسبة الى أمنون كابليوك [الإنجليزية]، في خطاب ألقاه عام 1982 أمام الكنيست لتبرير الغزو الإسرائيلي للبنان، شبه الفلسطينيين بـ "الوحوش ذات القدمين". وتحدث بنيامين نتنياهو عن الفلسطينيين والعرب خارج الحدود على أنهم "وحوش/مفترسون" (hayotteref).

### الفئران
في عام 1938، أثناء المناقشات التي دارت في منظمة الإرجون حول التكتيكات التي تستخدم ضد العرب كأعمال انتقامية، نجح يوسف كاتسنلسون، وهو زميل زئيف جابوتنسكي، في الدعوة إلى تبني الإرهاب ضد الفلسطينيين، بحجة أنه: "يجب علينا خلق وضع حيث إن قتل عربي هو بمثابة قتل فأر، وإن العرب قذرون، وبذلك نظهر أننا، وليس هم، القوة التي لا يستهان بها في فلسطين".

### العلق
وصف يهوشوا بالمون [الفرنسية] الوسطاء الفلسطينيين الذين عملوا لشراء الأراضي اليهودية بأنهم علقيات.

### حيوانات الطوبين
وصف زعيم عصابة شتيرن، أبراهام شتيرن، العرب كأنهم "وحوش الصحراء"، مجموعة سكانية قتلة من حيوانات الطوبين الصحراوية.

### قمل
رحبعام زئيفي، وزير السياحة آنذاك، وصف ذات مرة 180 ألف فلسطيني يعملون في إسرائيل بأنهم سرطان "القمل" يجب على إسرائيل أن تتخلص منه.

### التماسيح
في آب/أغسطس 2000، شبه إيهود باراك الفلسطينيين بالتماسيح، حيث قال: "كلما أعطيتهم المزيد من اللحوم، كلما أرادوا المزيد".

### البعوض
تماشيًا مع تشبيهه لإسرائيل بفيلا مزدحمة حول الغابة، صرح إيهود باراك في مقابلة مع صحيفة نيويورك تايمز أن حزبي العمل والليكود يرغبان في "قتل البعوض" التي غمرت إسرائيل، ويرغب حزبه بـ"تجفيف المستنقع".

### الصراصير
عندما غُرم العديد من الشباب الفلسطينيين بمبلغ 650 دولارًا لكل منهم بسبب رشق الحجارة على سيارة رئيس الشرطة الإسرائيلية، صرح الفريق رافائيل إيتان، رئيس أركان الجيش الإسرائيلي آنذاك، في الكنيست أنه مقابل كل حالة رشق بالحجارة، يجب تدمير عشر مستوطنات "انتقامًا"، مضيفًا: "عندما نستوطن الأرض، كل ما سيتمكن العرب من فعله حيال ذلك هو الركض مثل الصراصير المخدرة في زجاجة". وفي أواخر عام 2023، وضع أرسين أوستروفسكي رسم كاريكاتوري على حسابه على تويتر في أكتوبر 2023، يصور مقاتلي حماس على أنهم صراصير، بألوان فلسطينية، تُسحق تحت حذاء الجيش الإسرائيلي. قامت قناة تيليجرام تديرها وحدة الحرب النفسية التابعة للجيش الإسرائيلي والمصممة للتأثير على الرأي العام الإسرائيلي، بنشر مقاطع فيديو للفلسطينيين الأسرى وجثث مقاتلي حماس مع تسمية توضيحية تقول: "إبادة الصراصير... إبادة فئران حماس... شارك هذا الجمال".

### النمل
آرييه كينغ [الإنجليزية]، نائب رئيس بلدية القدس، تعليقاً على صورة تظهر مئات الفلسطينيين المجردين الذين اعتقلهم الجيش الإسرائيلي في بيت لاهيا، اقترح أن تقوم الجرافة D9 بدفنهم أحياء، لأنهم "نازيون مسلمون" و"نمل".

### الثعابين
الحاخام عوفاديا يوسف، المعروف بأمله في أن يختفي الفلسطينيون من على وجه الأرض، ويطلق عليهم دائماً اسم "الثعابين". وأعطت أييليت شاكيد، قبل تعيينها وزيرة للعدل في حكومة بنيامين نتنياهو الائتلافية عام 2015، أهمية كبيرة لمقال غير منشور على صفحتها على فيسبوك، كتبه الصحفي المستوطن أوري إليتسور، شبهت الأمهات الفلسطينيات بمربي "الثعابين الصغيرة" وبدا أنها تدعو إلى الإبادة الجماعية لهن. وان تبرير الاستعارة العسكرية الإسرائيلية لجز العشب، أي القصف الدوري واسع النطاق على قطاع غزة، كإجراء عملي يهدف إلى وقف "الثعابين" التي تختفي بين الحشائش غير المقطوعة.

### العناكب
أكد زعيم حزب الله حسن نصر الله ذات مرة، في خطاب ألقاه في 26 مايو 2000 في بنت جبيل مباشرة بعد انسحاب قوات الاحتلال الإسرائيلية من لبنان، أن إسرائيل أضعف من شبكة العنكبوت. وربما كانت الصياغة إشارة إلى آيات في سورة العنكبوت من القرآن الكريم. في عام 2018، وصف إيهود روزين، الذي كتب لمركز القدس للشؤون العامة [الإنجليزية]، شبكة المقاطعة العالمية التي تدعم سحب الاستثمار في إسرائيل بأنها شبكة عنكبوتية. في أواخر أكتوبر/تشرين الأول 2023، وصف أحد رهائن حماس المفرج عنهم، يوشيفيد ليفشيتز [الإنجليزية]، بأنه احتجز في "شبكة عنكبوت" من الأنفاق الممتدة على بعد كيلومترات أسفل غزة. بعد بضعة أشهر، في مقال لصحيفة نيويورك تايمز بعنوان "فهم الشرق الأوسط من خلال مملكة الحيوان"، والذي يستخدم استعارات الحشرات لتحليل دول الشرق الأوسط المعارضة لإسرائيل، توماس فريدمان، الذي وصفه داني دانون بأنه شخص له صدى في كتاباته "شغف واضح لإسرائيل"، شبه حماس بعنكبوت الباب المسحور، وهو تشبيه مصمم على ما يبدو لوصف الخروج السريع لهذا النوع من عشه للاستيلاء على فريسته ثم العودة إلى الجحر لالتهامها تحت الأرض.

### كلاب
كتب شموئيل عجنون، الحائز على جائزة نوبل، في روايته تيمول شيلشوم (أمس فقط) عام 1945، أن العرب أناس "بلا كرامة، يقبلون الذل، يستغلون المستوطنين، سبب في تدمير الأرض، مزعجون، قذرون، يغشون الوطن"، كارهون الحضارة، يشبهون الكلاب". اقترح موشيه ديان في عام 1967 أن على إسرائيل أن تقول للاجئين الفلسطينيين في الأراضي المحتلة، "ليس لدينا حل، يجب أن تستمروا في العيش مثل الكلاب، ومن يرغب فليغادر". كثيراً ما تأمر الشرطة الإسرائيلية الفلسطينيين بالتصرف وكأنهم كلاب.

### الجنادب/الجراد (hagavim)
في عام 1988، نفى رئيس وزراء إسرائيل آنذاك، إسحق شامير، في تعليقه على انتفاضة الفلسطينيين خلال الانتفاضة الأولى، قائلاً: "أولئك الذين يريدون تدمير ما نبنيه هم في نظرنا مثل الجنادب." في إشارة واضحة إلى الرقم 13:33. أنتقد البيان لأنه يشبه الفلسطينيين بالحشرات ودافع عنه البعض على أنه أسيء فهمه.

### القرود
أثناء الغزو الإسرائيلي للبنان عام 1982، كان المعتقلون الفلسطينيون واللبنانيون، بحسب شهادة شاهد عيان للمقدم دوف يرميا [الإنجليزية]، مجبرين على الجلوس ورؤوسهم بين ركبهم بينما كان حراسهم الإسرائيليون يهتفون: "أنتم أمة قرود، أنتم إرهابيون، وسنكسر رؤوسكم"، وطرد يرميا على أثرها من الجيش الإسرائيلي.

### الديدان
صرح عضو الليكود يهيل حزان [الإنجليزية] في الكنيست عام 2004 أن العرب ديدان. تساءل مؤلف دراسة عن وفيات الأطفال الفلسطينيين بنيران سلاح الجيش الإسرائيلي عما إذا كان موقف حزان يمكن أن يفسر الإعفاء الواضح من تطبيق القانون الدولي، عندما أصدرت المحكمة حكمًا بالبراءة فيما يتعلق بـ"مقتل الطفلة إيمان درويش الهمص بإطلاق 17 رصاصة على جسدها الجريح.

### الخنازير
ومن خلال دراسة رسومات الأطفال الإسرائيليين ذات الطابع العربي، وجدت عدداً من الصور التي تصور العرب على هيئة خنازير. وعثر على رسوم كاريكاتورية مسيئة للنبي محمد ، رسمها مستوطن حديث قادماً من روسيا، معلقة على جدران الخليل خلال فترة الاضطرابات في عام 1997.

### مصاصي دماء
في عام 2015، كتب بنتسي جوبشتاين [الإنجليزية]، مدير حركة لهافا اليمينية المتطرفة المناهضة للاندماج، والمعروف أيضًا بدعوته إلى حرق الكنائس المسيحية في إسرائيل، على موقع ويب مرتبط بتعاليم أبراهام إسحاق كوك، الزعيم الأول. الحاخام الأشكنازي في فلسطين الانتدابية، أن المسيحيين في إسرائيل كانوا "مصاصي دماء" يجب طردهم من البلاد لوقف شرب دماء اليهود مرة أخرى.

## الأشكال الميكروبية والمعدنية والخارجية وغيرها من الأشكال البيولوجية
- تنشأ ظاهرة الإرهاب، بالنسبة لزئيف بويم [الإنجليزية]، الذي كان يشغل آنذاك منصب نائب وزير الدفاع، من "عيب وراثي" في الشعب الفلسطيني.[57]
- وفقًا لجيفري أرونسون، وصف ضابط مجهول رفيع المستوى في الجيش الإسرائيلي سكان قطاع غزة بأنهم "بكتيريا محلية"[58][كح] ووفقًا للحاخام والمستوطن الصهيوني المتدين، موشيه ليفنجر [الإنجليزية]، لن تكون المفاوضات مع الفلسطينيين إلا "فيروساً للسلام".[61]
- في مايو/أيار 2001، أي بعد يوم من العثور على جثتي طفلين من أطفال المستوطنين الإسرائيليين من تكواع[2] في كهف، حيث قُتلا، قال الرئيس الإسرائيلي السابق موشيه كتساف لمجموعة من فتيان الميتزفة إن الفلسطينيين "لا يفعلون ذلك"، ينتمون إلى قارتنا، إلى عالمنا، لكنهم في الواقع ينتمون إلى مجرة مختلفة."[62]
- وقد وصف الزعماء السياسيون والعسكريون والدينيون الإسرائيليون الفلسطينيين على نحو مختلف بأنهم "سرطان" يجب استئصاله.[كط] وقال موشيه يعلون، رئيس الأركان الإسرائيلي ووزير الدفاع آنذاك، فيما يتعلق بالتكتيكات المستخدمة ضد مدينة جنين بالضفة الغربية، إن التهديد الذي يمثله الفلسطينيون هو "مظهر سرطاني"، يمكن علاجه بالبتر، أو كما يفضل، عن طريق "العلاج الكيميائي".[63][64][31][65] وهذه الفكرة سبق أن عبر عنها مائير كاهانا الذي كتب في كتابه الصادر عام 1980 بعنوان "يجب أن يرحلوا" عن الفلسطينيين باعتبارهم "سرطانًا" في جسد "الدولة اليهودية" يجب استئصاله، بأي وسيلة.[66]
- ادعى الحاخام يعقوب بيرين أنه حتى مليون عربي فلسطيني "لا يستحقون ظفرًا يهوديًا".[67][68][69]

## ملحوظات
1. ↑  "التجريد المتبادل من الإنسانية أمر شائع بين الفلسطينيين والإسرائيليين - فالأولون يسمون الأخير الخنازير والكلاب والكفار ومصاصي الدماء، بينما يشير الأخيرون إلى الأول بالحيوانات المتوحشة والبدائيين والمخلوقات غير المتحضرة أو البغيضة".(Gerteiny 2007, pp. 92–93)
2. ↑  "إلى جانب هذا الخطاب القانوني، تقوم إسرائيل أيضًا بتعميم رواية استعمارية تقدم الفلسطينيين على أنهم "حيوانات بشرية" لا تفهم قوانين الحرب. ومن خلال الجمع بين هذه الاستعارات الاستعمارية و"القانونية"، فإنها تصور الفلسطينيين على أنهم برابرة غير أخلاقيين، وإن هذه الحركة الخطابية بدورها تفسر الجنود الإسرائيليين على أنهم عكس ذلك، أي "المقاتلون" المتحضرون والأخلاقيون".(Gordon 2023).
3. ↑  "إذا سافر أي شخص، يميل إلى أن ينسب إلى الحيوانات امتلاك العقل بدلاً من الغريزة، عبر طول فلسطين وعرضها، فإنه سيجد بالتأكيد العديد من الحجج المؤيدة لنظريته، وربما يصل حتى إلى الاستنتاج (ليس بعيدًا عن الحقيقة) هو أن الحيوانات كانت أكثر ذكاءً من الرجال، على الأقل لم أستطع مناقضته، حيث أنني كونت نفس الرأي تقريبًا، بعد معرفة وثيقة بكل منهما خلال عدة سنوات". (Pierotti 1864, p. 2)
4. ↑  "Six weeks after that war six hon. Members of this House, three from each side, including myself, went to Israel and to Jordan as the guests of those countries. There was a horrifying moment for me. We were all present as guests at lunch of the Foreign Affairs Committee of the Knesset in Jerusalem. After lunch the chairman of the Foreign Affairs Committee of the Knesset spoke with great intemperance and at great length to us about the Arabs. When he drew breath I was constrained to say, 'Doctor Hacohen, I am profoundly shocked that you should speak of other human beings in terms similar to those in which Julius Streicher spoke of the Jews. Have you learned nothing?' I shall remember his reply to my dying day. He smote the table with both hands and said, 'But they are not human beings, they are not people, they are Arabs.' He was speaking of the Arab refugees." (Maxwell-Hyslop 1973, p. 502)
5. ↑  "a rabble of cave dwellers" (Shatz 2018)
6. ↑  Likud MK Oren Hazan stated that "We're gonna shut your mouths and we're going to speak the truth. There is no Palestinian People. And there has never been a Palestinian People [in Hebrew, am ha'Falastinai]". However, he continued, "There is a Palestinian Moron, (in vulgar Hebrew slang, Ama Falastinai). And you will stay a Palestinian Moron. And you know that even Ama (a brand of dish detergent liquid) is worth more than the Palestinians. There is no Palestinian people. And there has never been a Palestinian people." However, "there is a Palestinian moron" (Burston 2017).
7. ↑  “I am very puzzled by the constant concern which the world is showing for the Palestinian people and is actually showing for these horrible, inhuman animals who have done the worst atrocities that this century has seen.”“I don’t remember people shedding tears for the Taliban,” he added. (Harb 2023).
8. ↑  "We are talking about people who are sub-humans... there is nothing to be done except for throwing them out of here, and not to Jordan, but far, because if they're in Jordan they will try to return. As far as possible." She continued: "I say in the best circumstances we need to expel them ... If they don't leave? We'll kill them... They're enemies. We have to fight them. If they don't leave, we'll start bombing them. That's the only thing that will help... We don't need to put on airs. We're in a war. A la guerre, comme à la guerre - we must act as if we're in a war. Federman explained: 'The entire Arab street supports the suicide bomber... everyone is complicit in such an act. We can give them an ultimatum to leave here with their possessions intact, and if not, we'll simply send... planes and bomb them and hold on to our land.' In remarks made off the record, Federman asserted: 'Whoever wants to remain alive should leave, and whoever doesn't will be killed'." (Cohen-Almagor 2012, p. 52)
9. ↑  Noting موشيه ديان's point that Palestinians will live like dogs if they choose to stay, and مناحم بيجن's description of them as "two-legged beasts", Chomsky argues his view that the "hallmark of the occupation has been humiliation and degradation" of Araboushim who are regularly forced "to urinate and excrete on one another and crawl on the ground while they call out 'Long Live the State of Israel' or lick the earth; or on Holocaust day, to write numbers on their own hands 'in memory of Jews in the extermination camps'." (Chomsky 2002، صفحات 8–9; Chomsky 1999، صفحة 561)
10. ↑  "The pattern is common. Israeli journalist توم سيغف reports what happened when an Arab lawyer told him that a random walk through Jerusalem would yield ample evidence of intimidation and humiliation of Arabs. Skeptical, Segev walked with him through Jerusalem, where he was stopped repeatedly by Border Guards to check his identification papers. One ordered him: 'Come here, jump.' Laughing, he dropped the papers on the road and ordered the lawyer to pick them up. 'These people will do whatever you tell them to do,' the Border Guards explained to Segev: 'If I tell him to jump, he will jump. Run, he will run. Take your clothes off, he will take them off. If I tell him to kiss the wall, he will kiss it. If I tell him to crawl on the road, won't he crawl?....Everything. Tell him to curse his mother and he will curse her too.' They are 'not human beings.' The Guards then searched the lawyer, slapped him, and ordered him to remove his shoes, warning that they could order him to remove his clothes as well. 'My Arab,' Segev continues, 'kept silent and sat down on the ground' as the Border Guards laughed, saying again 'Really, not humans,' then walked away." (Chomsky 1999, p. 562)
11. ↑  "The establishment of a school like this one is a despicable and impure act. Stand in the way and prevent this. Darkness and light cannot be mixed. The people of Israel are pure and Arabs are a nation of asses. The question must be asked, why didn't God give them four legs, because they are asses." The son, Yitzhak Batzri, also made objectionable comments. "The Arabs are beasts and asses," he said. "They are inferior, they want to take our daughters. People say we are racist, but – they are the evil ones, the cruel ones, the scum of snakes. This is war." (Rosner 2006)
12. ↑  "The war in Lebanon cannot be interpreted, even by its most devoted proponents, as a war of survival. For this reason, the government has gone to extraordinary lengths to dehumanise the Palestinians. Begin described them in a speech in the Knesset as 'beasts walking on two legs'. Palestinians have often been called 'bugs' while their refugee camps in Lebanon are referred to as 'tourist camps'. In order to rationalise the bombing of civilian populations, Begin emotively declared: 'If Hitler was sitting in a house with 20 other people, would it be correct to blow up the house?'[20] This has been contested as not referring to Palestinians but to terrorists generally. A decade earlier, in response to the عملية ميونخ 1972 at the الألعاب الأولمبية الصيفية 1972, Begin had posed a rhetorical question before the Knesset. speaking of منظمة أيلول الأسود in the following terms: 'Is it because of seven hundred nobodies, two-legged ravenous beasts, that Jews will once again bow their heads?', swearing to eliminate the murderers.[21] Begin's actual words in his 1982 speech were: 'The fate of… Jewish children has been different from all the children of the world throughout the generations. No more. We will defend our children. If the hand of any two-footed animal is raised against them, that hand will be cut off, and our children will grow up in joy in the homes of their parents'."[22]
13. ↑  "The Arabs are not a nation but a mole that grew in the wilderness of the eternal desert. They are nothing but murderers." (Peteet 2005, p. 167)
14. ↑  "They arrived here and are trying to become citizens because they want social security and welfare payments. We should get rid of the ones who are not Israeli citizens the same way you get rid of lice. We have to stop this cancer from spreading within us." (The Washington Post 2 July 2001)
15. ↑  Ze'evi also called the Palestinian leader ياسر عرفات at various times a "viper, a scorpion, a vampire, and a Hitler" (Spector 2009, p. 216).
16. ↑  "We're both trying to kill the mosquito...But at the same time we're trying to drain the swamp, while Likud is saying the swamp is ours and we'll never give it up. We believe the only way to overcome terrorism is to solve the source of the problem." (Peteet 2005, p. 168)
17. ↑  "Photos of Palestinian men captured by the IDF in the Strip and the bodies of terrorists were captioned: 'Exterminating the roaches... exterminating the Hamas rats...Share this beauty.' A video of a soldier allegedly dipping machine gun bullets in pork fat is captioned: 'What a man!!!!! Greases bullets with lard. You won't get your virgins.' Another caption was: 'Garbage juice!!!! Another dead terrorist!! You have to watch it with the sound, you'll die laughing'." (Kubovich 2024)
18. ↑  Criticizing Ehu Barak's 2000 peace negotiations, he stated: "Where are this man's brains? He runs a mad dash after them [the Palestinians] to catch them and then he continues to make peace. But what is peace? This is peace? There should be security for the people of Israel. Why are you bringing them close to us? You bring snakes next to us. How can you make peace with a snake?" (LAT 2000)
19. ↑  "What's so horrifying about understanding that the entire Palestinian people is the enemy? Every war is between two peoples, and in every war the people who started the war, that whole people, is the enemy…They are all enemy combatants, and their blood shall be on all their heads. Now this also includes the mothers of the martyrs, who send them to hell with flowers and kisses. They should follow their sons, nothing would be more just. They should go, as should the physical homes in which they raised the snakes. Otherwise, more little snakes will be raised there." (Bryan 2015)
20. ↑  In 2021, David M. Weinberg of the معهد أروشليم للإستراتيجية والأمن wrote in the جيروزاليم بوست that "If you fail to do so, weeds grow wild and snakes begin to slither around in the brush...Just like mowing your front lawn, this is constant, hard work." (Taylor 2021)
21. ↑  "Hamas is like the trap-door spider. The way trap-door spiders operate, according to a nature site, is that 'the spider leaps out at great speed, seizes its prey and hauls it back into the burrow to be devoured, all in a fraction of a second.' Trap-door spiders are adept at camouflaging the doors of their underground nests, so they are hard to see until they're opened." (Friedman 2024)
22. ↑  "'They treated us like dogs. They forced us to bark, threatening to beat us if we didn't. We did whatever they asked because if we didn't they would beat us badly,' one man said" (Stepansky et al. 2023).
23. ↑  Of the five instances of the use of this term in the الكتاب العبري, one is ambiguous and has been thought to refer to the locust (arbeh), leading some to suggest Shamir was referring to the Palestinians as the latter (Krauthammer 1988)
24. ↑  "Anybody who wants to damage this fortress and other fortresses we are establishing will have his head smashed against the boulders and walls...In remarks aimed at Arab rioters, the Prime Minister said:'We say to them from the heights of this mountain and from the perspective of thousands of years of history that they are like grasshoppers compared to us.'." (Kampeas 2011)
25. ↑  The MK أورن حزان used a similar analogy when intercepting a bus carrying a Palestinian mother visiting her imprisoned son: MK Oren Hazan confronted families of terrorists from the Gaza Strip who came to visit their imprisoned sons in the south, shouting abuse at them as they rode a bus taking them to the prison. The families on the bus were on their way to Nafha prison, near Sde Boker, from the Gaza Strip in a convoy escorted by the Red Cross. Hazan boarded the bus at the Gaza border with video crews in tow. He said on Twitter he told the relatives that the prisoners were "terrorists who belong in the ground". In a video clip on social media, he shouted at one prisoner's mother that her son was an "insect" and a "dog." (Bender 2017).
26. ↑  "Does anyone feel any qualm that here are men seeking high office who have nothing to say about the forcible internment without trial of almost 5,000 people; who have felt themselves unable to criticize the Israeli Prime Minister, Yitzhak Shamir, for calling Palestinians 'grasshoppers'? Why doesn't the press, eager to remind the world for the millionth time about Jackson's 'Hymietown', challenge the two white candidates to speak out on this or any of the innumerable racist statements from Israeli leaders about Palestinians?" (Cockburn 1988, p. 496)
27. ↑  "The Arabs are worms. You find them everywhere like worms, underground as well as above." Hazan continued: "Until we understand that we're doing business with a nation of assassins and terrorists who don't want us here, there will be no let up. These worms have not stopped attacking Jews for a century." (AJ 2004)
28. ↑  The then Iranian President محمود أحمدي نجاد in 2008 likewise called Israel "filthy bacteria".[59] Such language, used against Jews, evokes the Nazi slogans that verbally accompanied the Holocaust.[60]
29. ↑  "توتسي were debased as 'cockroaches', a word also invoked by a then chief of the Israeli defence forces to describe Palestinians. Other Israeli political, military and religious leaders have at different times described Palestinians as 'a cancer', 'vermin', and called for them to be 'annihilated'. They are frequently portrayed as backward and a burden on the country." (McGreal 2023)